# لدونة مشبكية
في العلوم العصبية، اللدونة المشبكية (بالإنجليزية: Synaptic plasticity) هي قدرة المشابك على تعزيز تقويتها أو إضعافها بمرور الوقت، استجابة لزيادة نشاطها أو انخفاضه. نظرًا إلى أنه من المفترض تمثيل الذكريات عبر شبكات عصبونية واسعة الترابط في الدماغ، تُعد اللدونة المشبكية إحدى أهم الأسس العصبية الكيميائية للتعلم والذاكرة (انظر نظرية هيب).
غالبًا ما ينتج التغير المشبكي عن تبدل عدد مستقبلات النواقل العصبية الموجودة في المشبك. يوجد عدد من الآليات الأساسية التي تتعاون فيما بينها لتحقيق اللدونة المشبكية، بما في ذلك تغيرات في كمية النواقل العصبية المحررة في المشبك وتغيرات في مدى فعالية الاستجابة الخلوية لهذه النواقل العصبية. ثبت اعتماد اللدونة المشبكية في كل من المشابك المحفزة والمثبطة على تحرير الكالسيوم بعد المشبكي.

## اللدونة قصيرة الأمد
تعمل اللدونة قصيرة الأمد على على مقياس زمني يتراوح من عشرات الميلي ثانية إلى بضع دقائق بعكس اللدونة طويلة الأمد، التي تستمر بدورها من دقائق إلى ساعات. باستطاعة اللدونة المشبكية قصيرة الأمد تقوية المشبك أو إضعافه.

### تعزيز التقوية المشبكية
ينتج تعزيز التقوية المشبكية قصيرة الأمد من زيادة احتمالية تحرير النهايات المشبكية للنواقل استجابة منها لجهود الفعل قبل المشبكي. تزداد تقوية المشابك لوقت قصير بسبب زيادة كمية النواقل المخزنة المحررة استجابة لكل جهد فعل. يُصنف تعزيز التقوية المشبكية بناءً على المقاييس الزمنية التي تعمل خلالها إلى التيسير العصبي، أو الازدياد المشبكي أو التأييد بعد الكزازي.

### الخمول المشبكي
يُعزى الخمول أو التعب المشبكي عادةً إلى استنفاذ الحويصلات سريعة التحرر. يمكن أن ينشأ الخمول أيضًا عن العمليات بعد المشبكية ومن التنشيط الارتجاعي للمستقبلات قبل المشبكية. يُعتقد أن الخمول غير المشبكي مرتبط بتحرير أدينوسين ثلاثي الفوسفات (إيه تي بّي) من الخلايا النجمية.

## اللدونة طويلة الأمد
يُعد كل من الخمول طويل الأمد (إل تي دي) والتأييد طويل الأمد (إل تي بّي) شكلين من أشكال اللدونة طويلة الأمد، التي تستمر لدقائق أو أكثر، الموجودة في المشابك المحفزة. جرت أبحاث مكثفة حول «إل تي دي» و«إل تي بّي» المعتمدة على «إن إم دي إيه»، ووُجد أنها تتطلب ارتباط الغلوتومات والجلايسين والدي-سيرين من أجل تنشيط مستقبلات «إن إم دي إيه». وُجد أن نقطة التحول في التعديل المشبكي للمشبك قابلة للتعديل بنفسها، اعتمادًا على تاريخ المشبك. مؤخرًا، حصل عدد من المحاولات لإيجاد نموذج شامل باستطاعته رصد معظم أشكال اللدونة المشبكية.

### الخمول طويل الأمد
يستطيع التنشيط الوجيز للمسار المحفز إنتاج ما يُعرف بالخمول طويل الأمد (إل تي دي) للنقل المشبكي في العديد من مناطق الدماغ. ينتج «إل تي دي» عن الحد الأدنى من إزالة الاستقطاب بعد المشبكي والازدياد المتزامن في تركيز الكالسيوم داخل الخلوي في العصبون بعد المشبكي. يستطيع «إل تي دي» البدء في المشابك غير النشطة إذا ما ارتفع تركيز الكالسيوم إلى الحد الأدنى المطلوب عن طريق التنشيط غير المشبكي، أو إذا ما ارتفع التركيز خارج الخلوي. تختلف هذه الشروط البديلة المتسببة في «إل تي دي» عن قاعدة هيب، إذ تعتمد بدلًا من ذلك على تعديلات النشاط المشبكي. وُجد أن انخفاض «إل تي دي» الكبير في الحصين يعود لتحرير الخلايا النجمية للدي-سيرين. جرت أبحاث حول «إل تي دي» المعتمد على النشاط في عام 2011 للمشابك الكهربائية (تعديل فعالية وصلات الفجوة من خلال نشاطها).

### التأييد طويل الأمد
التأييد طويل الأمد، يُدعى بشكل عام «إل تي بّي»، هو زيادة في الاستجابة المشبكية التالية لنبضات الجهد الناتجة عن المنبه الكهربائي التي تحافظ على مستوى أعلى من الاستجابة الأساسية لساعات أو أكثر. يشمل «إل تي بّي» تفاعلات بين العصبونات بعد المشبكية ومدخلات قبل مشبكية محددة مشكلة رابطة مشبكية، وهي خاصة بالمسار المنبَه للنقل المشبكي. يتحدد الاستقرار طويل الأمد للتغيرات المشبكية عبر الزيادة الموازية في البنى قبل وبعد المشبكية مثل النهايات المحورية والشوكة التغصنية وكثافة بعد المشبكي. على المستوى الجزيئي، اربطت الزيادة في بروتينات السقالة بعد المشبكية «بّي إس دي-95» و«هومر1سي» مع استقرار الزيادة المشبكية.
وُجد أن تعديل تغطية الخلايا النجمية في مشابك الحصين ناتج عن تحريض «إل تي بّي»، الذي ارتبط مع تحرير الخلايا النجمية للدي-سيرين وأحادي أكسيد النتروجين والكيموكين، إس100بي. يُعتبر «إل تي بّي» أيضًا نموذجًا لدراسة الأسس المشبكية للدونة هيب. تشبه شروط إحداثه تلك الموصوفة لبدء الخمول طويل الأمد (إل تي دي)، لكن من الضروري تحقيق إزالة استقطاب أقوى وزيادة كالسيوم أكبر في «إل تي بّي». أظهرت التجارب عن طريق تحفيز مجموعة من الأشواك التغصنية الفردية قدرة التعاون المشبكي بين عدد قليل من الأشواك التغصنية المتجاورة كشوكتين منع حدوث «إل تي دي»، ما يسمح فقط بحدوث «إل تي بّي».